# فرانک استاک (ورزشکار)
فرانک استاک (انگلیسی: Frank Stack؛ ۱ ژانویه ۱۹۰۶ – ۲۵ ژانویهٔ ۱۹۸۷) ورزشکار اسکیت سرعت اهل کانادا بود.
وی در مسابقات کشوری و بین‌المللی در مجموع برندهٔ ۱ مدال برنز شده‌است.